# Ботанический сад Оулуского университета
Ботанический сад Оулуского университета (фин. Oulun yliopiston kasvitieteellinen puutarha) — ботанический сад Оулуского университета, расположенный в районе Линнанмаа в пригороде Оулу.
В 1983 году ботанический сад был перенесён в район Линнанмаа из Хуписаари. В настоящее время сад занимает территорию в 16 гектаров и относится к биологическому факультету.
Двум новопостроенным пирамидальным теплицам даны названием «Ромео» и «Джульетта».